# Шахта имени Н. И. Сташкова
ГОАО «Шахта имени Н. И. Сташкова» (укр. ДВАТ «Шахта імені М.І. Сташкова») — угледобывающее предприятие в городе Першотравенск Днепропетровской области (Украина), входит в ГХК «Павлоградуголь».

## История
Шахта с проектной мощностью 1,5 млн тонн угля в год была сдана в эксплуатацию 24 декабря 1982 года.
После провозглашения независимости Украины шахта перешла в ведение министерства угольной промышленности Украины.
В марте 1995 года Верховная Рада Украины внесла шахту в перечень предприятий, приватизация которых запрещена в связи с их общегосударственным значением.
В марте 2003 года было утверждено решение о приватизации активов ОАО ГХК «Павлоградуголь» (в том числе, шахты им. Н. И. Сташкова).

## Описание
Шахтное поле вскрыто двумя вертикальными стволами; размеры его по простиранию 12, по падению 5 км. Схема подготовки — погоризонтная; система разработки — длинными столбами по восстанию. Рабочие горизонты 140, 225 и 300 метров, максимальная глубина разработки 380 м.
На балансе шахты находится восемь пластов угля, разрабатывается четыре: c10 (мощностью 0,9—1,2 м), c6 (0,68—1,1 м), c5 (0,6—1,3 м) и c42 (0,65—1 м). Угол падения всех пластов колеблется от 1 до 6°.
Шахта относится ко Іll категории по метанообильности (абсолютная 6,45 м³/мин, относительная 5,25 м³/т), опасна по взрывам угольной пыли. Водоприток — 1640 м³/ч. Шахта самая обводнённая в Западном Донбассе.
В очистных забоях используются механизированные комплексы КД-80 с комбайнами КА-80 и 1К101У, в подготовительных проходческие комбайны — 1ГПКС и 4ПП-2М.